# Гавіленд (Огайо)
Гавіленд (англ. Haviland) — селище (англ. village) в США, в окрузі Полдінґ штату Огайо. Населення — 160 осіб (2020).

## Географія
Гавіленд розташований за координатами 41°1′4″ пн. ш. 84°35′7″ зх. д. / 41.01778° пн. ш. 84.58528° зх. д. (41.017789, -84.585294).  За даними Бюро перепису населення США в 2010 році селище мало площу 1,02 км², уся площа — суходіл.

## Демографія
Згідно з переписом 2010 року, у селищі мешкало 215 осіб у 79 домогосподарствах у складі 57 родин. Густота населення становила 211 особа/км².  Було 88 помешкань (86/км²).
Расовий склад населення:
| - 96,3 % — білих - 0,5 % — чорних або афроамериканців - 2,3 % — осіб інших рас |

До двох чи більше рас належало 0,9 %. Частка іспаномовних становила 5,6 % від усіх жителів.
За віковим діапазоном населення розподілялося таким чином: 26,5 % — особи молодші 18 років, 60,5 % — особи у віці 18—64 років, 13,0 % — особи у віці 65 років та старші. Медіана віку мешканця становила 34,9 року. На 100 осіб жіночої статі у селищі припадало 92,0 чоловіків;  на 100 жінок у віці від 18 років та старших — 95,1 чоловіків також старших 18 років.
Середній дохід на одне домашнє господарство  становив 39 746 доларів США (медіана — 31 528), а середній дохід на одну сім'ю — 41 951 долар (медіана — 36 250). За межею бідності перебувало 18,8 % осіб, у тому числі 24,4 % дітей у віці до 18 років та 0,0 % осіб у віці 65 років та старших.
Цивільне працевлаштоване населення становило 82 особи. Основні галузі зайнятості: виробництво — 48,8 %, освіта, охорона здоров'я та соціальна допомога — 15,9 %, транспорт — 9,8 %, мистецтво, розваги та відпочинок — 7,3 %.